# Teodora Comnena, duquessa d'Àustria
Teodora Comnena, en grec medieval Θεοδώρα ἡ Κομνηνή, morta el 2 de gener de 1184, era filla del príncep Andrònic Comnè, fill de l'emperador romà d'Orient Joan II Comnè i de la seva esposa Irene. Segons les notícies de Nicetes Coniata, és probable que Teodora fos la segona filla d'Andrònic. No se sap l'any en què va néixer.

## Biografia
Se'n sap molt poc de la vida de Teodora en la seva joventut, a part que el seu pare va morir el 1142. No es menciona de nou als registres històrics fins a finals de la dècada de 1140, quan va ser promesa i es va casar amb Enric II de Babenberg, després de quedar vidu de Gertrudis de Süpplingenburg, que havia mort l'any 1143. El matrimoni havia estat organitzat pel seu oncle Manuel I Comnè i el germà del seu marit Conrad III d'Alemanya, quan aquest va ser a Constantinoble.
Teodora i Enric II es van casar a Constantinoble i posteriorment, van ser els dirigents del Ducat d'Àustria, càrrec concedit per Frederic I del Sacre Imperi Romanogermànic el 1156. Teodora va morir el 2 de gener de 1184.

## Fills
Del seu matrimoni amb Enric II, Teodora va tenir tres fills:
- Leopold V el Virtuós, Duc d'Àustria
- Enric, Duc de Mödling
- Agnès d'Àustria, casada amb Esteve III d'Hongria.[1]